# لامبورگینی ال‌ام۰۰۲
لامبورگینی ال‌ام۰۰۲ یا «وانت لامبورگینی» یک خودروی شاسی‌بلند ساخت شرکت لامبورگینی است که بین سال‌های ۱۹۸۶ تا ۱۹۹۳ تولید می‌شد. ساخت ال‌ام۰۰۲ از طرف لامبورگینی در آن زمان کمی عجیب به نظر می‌رسید، چرا که لامبورگینی به دلیل خودروهای اسپرت شناخته شده بود. البته این اولین مدل نبود و قبل از آن، لامبورگینی دو مدل آزمایشی لامبورگینی چیتا و لامبورگینی ال‌ام۰۰۱ را ساخته بود.